# Ballybay
Ballybay (en gaèlic irlandès Béal Átha Beithe que vol dir "desembocadura del gual del bedoll") és una vila d'Irlanda, al comtat de Monaghan, a la província de l'Ulster. Es troba en la cruïlla de les carreteres R183 i R162 que porten a Monaghan, Castleblayney, Carrickmacross i Clones. Es troba al costat del Lough Major (Lough Mór) i és travessada pel riu Dromore. El seu lema és Bheith i Lár Báire (Estar al centre).

## Història
La ciutat va créixer en el segle xviii i va obtenir la prosperitat gràcies a la indústria del lli fundada per la família Jackson. Cap al 1870 es va constituir el consell municipal (Ballybay Development Committee). Més tard, l'1 de gener de 1921, durant la Guerra Angloirlandesa, una emboscada organitzada pel cap de l'Exèrcit Republicà Irlandès Stephen Wise matà un membre del Royal Irish Constabulary i ferí un civil i tres auxiliars.

## Agermanaments
- Osterhofen